# Columbus Orbital Facility
A COF (Columbus Orbital Facility) a Nemzetközi Űrállomás európai kutatómodulja.
Kiszolgálását eredetileg a Hermes űrrepülőgéppel tervezték, de azt törölték a programból. A Columbia űrrepülőgép lezuhanása miatt indítását elhalasztották. A Harmony lakómodulhoz csatlakoztatták 2008 februárjában az Atlantis űrrepülőgép STS–122 jelű küldetése során.

## Adatok
- Tömeg: 12800 kg (indításkor);
- Hosszúság: 6,9 méter;
- Szélesség: 4,5 méter;

## Képek

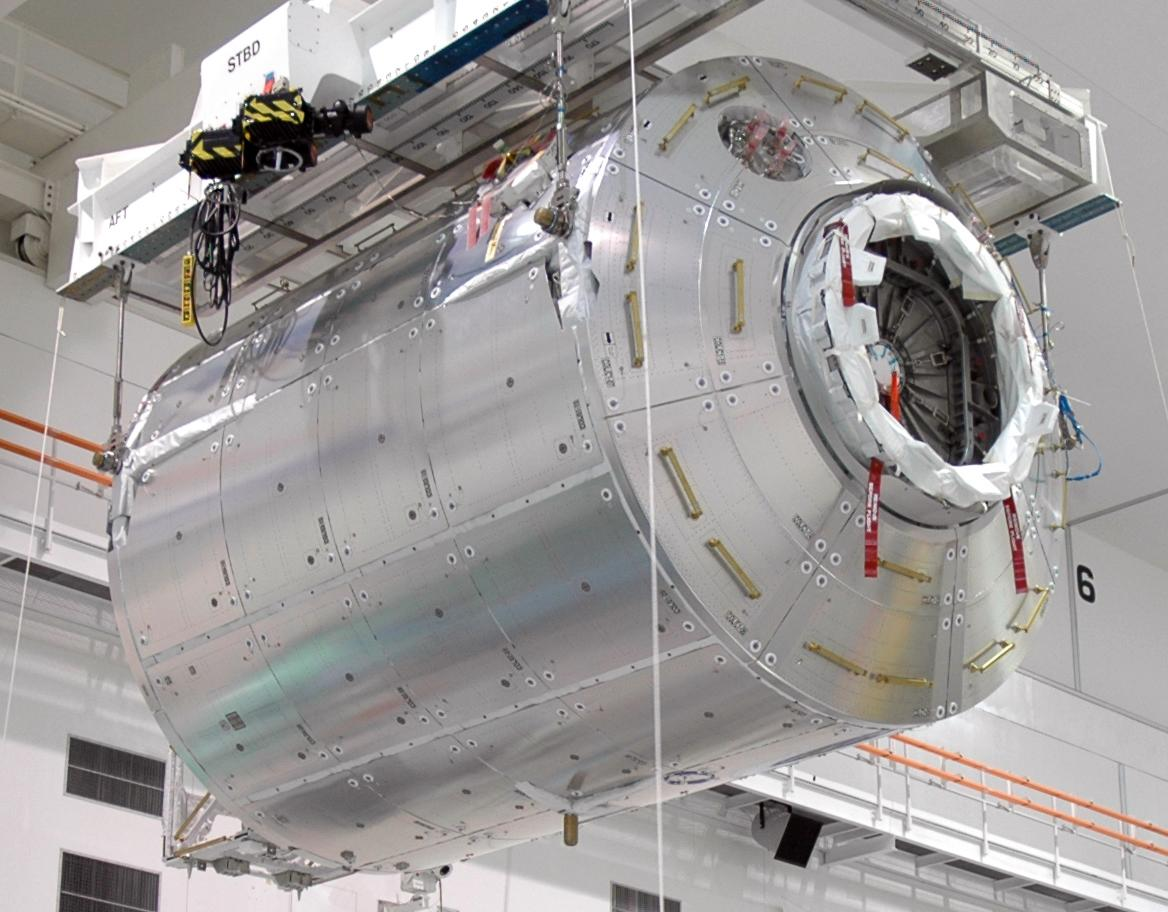
A Columbus modul a Kennedy Űrközpontban
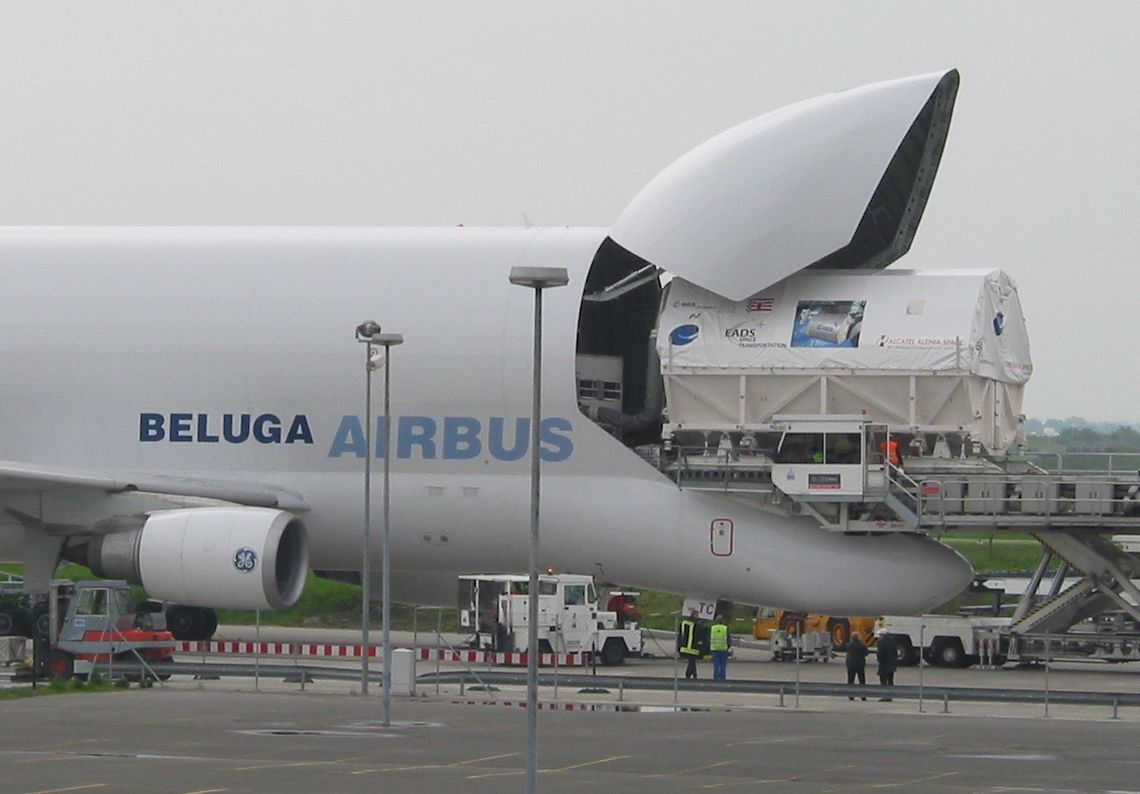
A Columbus modul a brémai reptéren
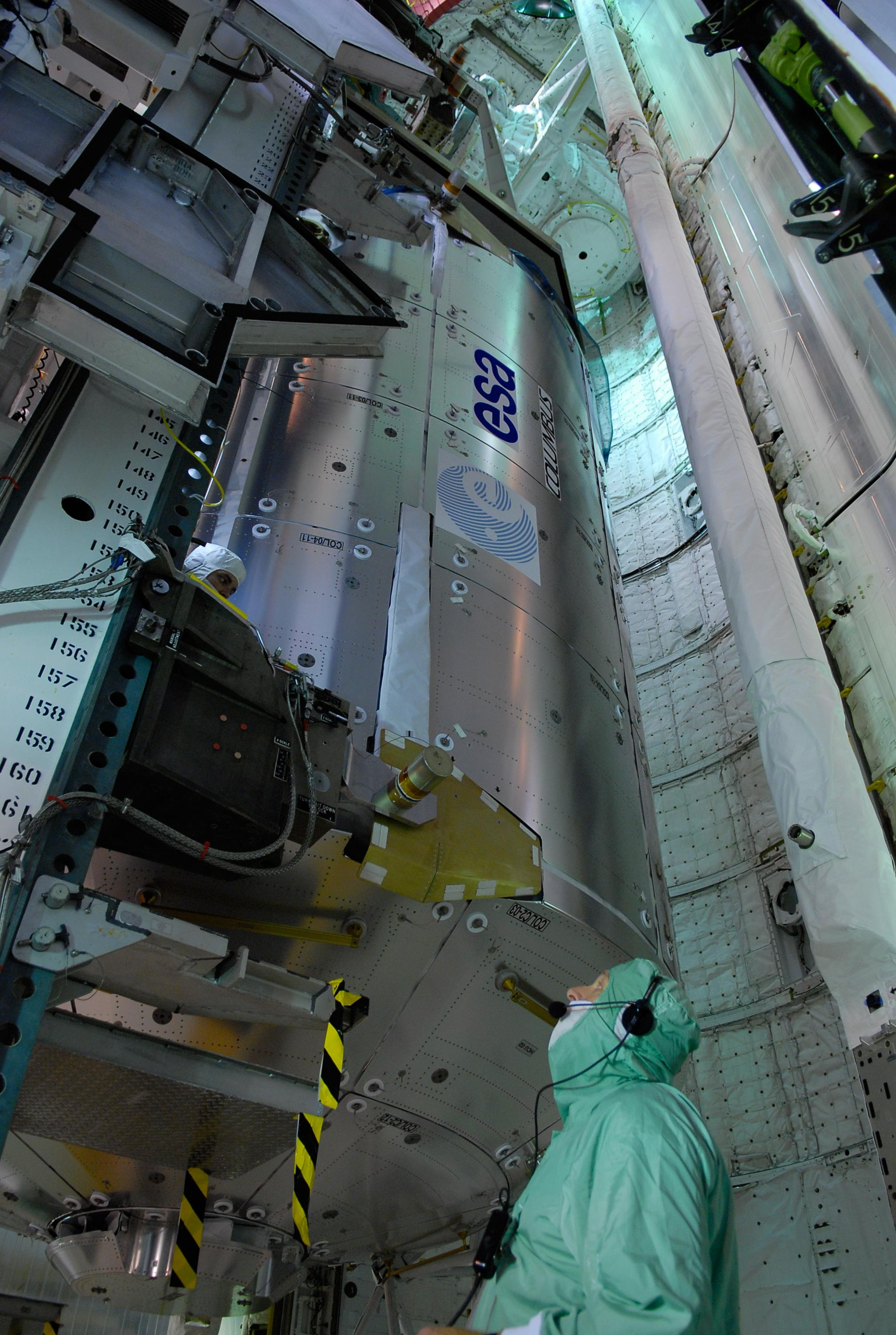
A Columbus-t rögzítették az Atlantis rakterében.

### Magyar oldalak
- A Columbus modul[halott link]
- Elkészült az európai űrállomás-modul (2006. április 28.)

### Külföldi oldalak
- Columbus: European Laboratory